# بیریان والی
بیریان والی (به انگلیسی: Berianwali) یک منطقهٔ مسکونی در پاکستان است که در پنجاب واقع شده‌است. بیریان والی ۱۷۲ متر بالاتر از سطح دریا واقع شده‌است.